# Banco Sabadell

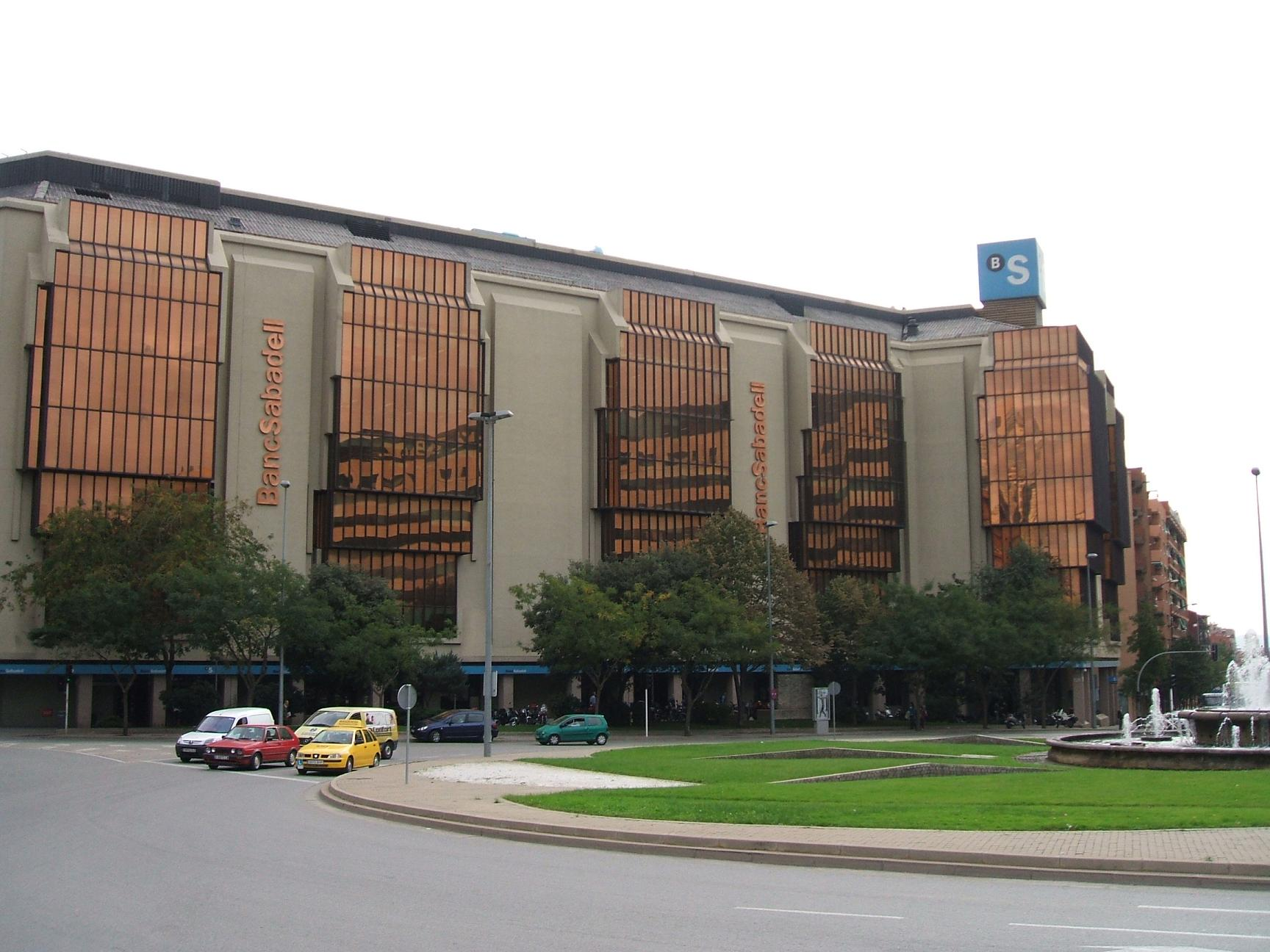
Verwaltung in Sabadell, Plaça de Catalunya

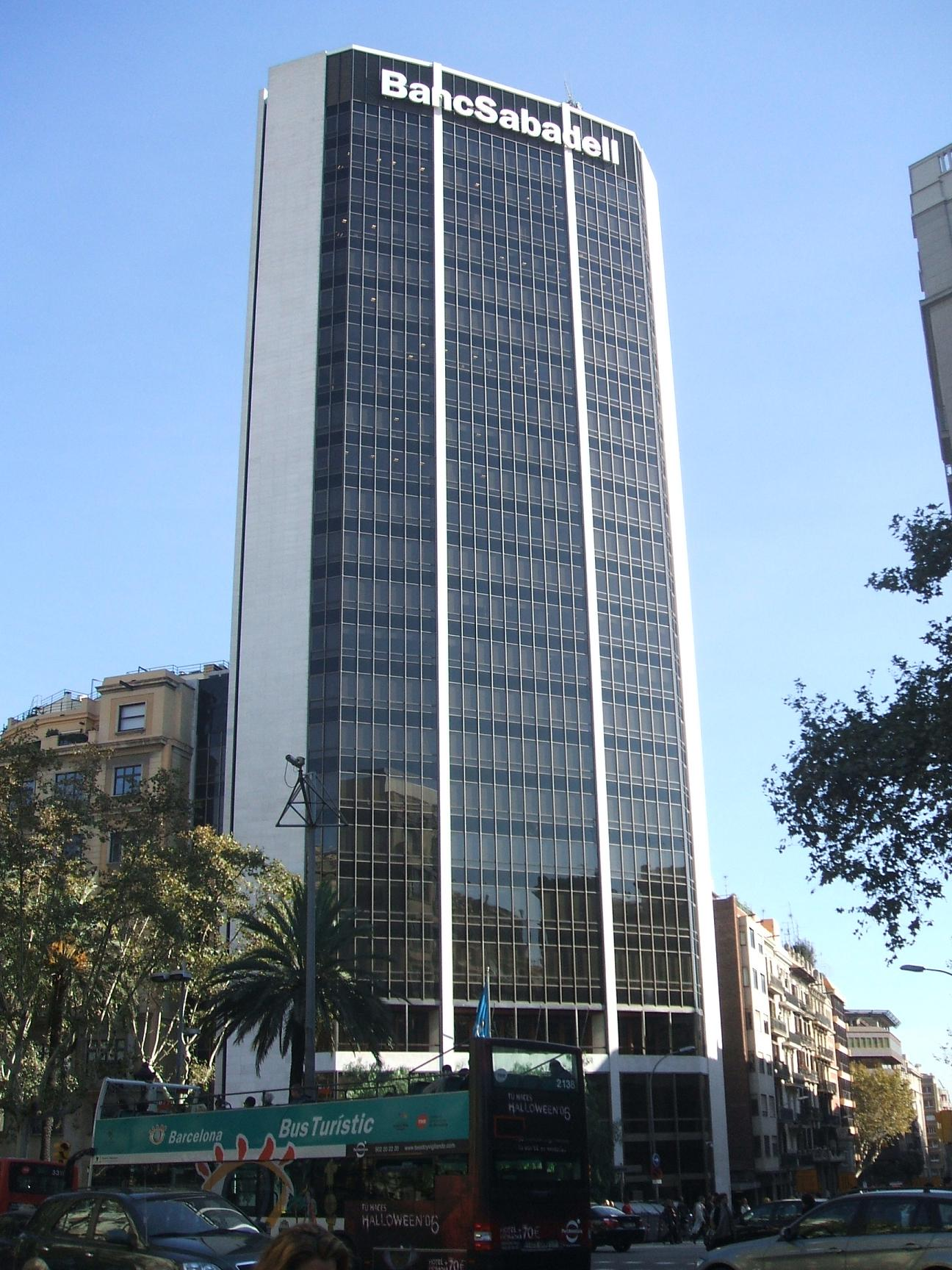
Hauptgeschäftsstelle in Barcelona

Banco Sabadell (auf Spanisch) bzw. Banc Sabadell (auf Katalanisch) ist die viertgrößte Bankengruppe in Spanien. Die Gesellschaft ist im spanischen Aktienindex IBEX 35 gelistet und wird an der Madrider Börse unter dem Kürzel SAB gehandelt.
Im Jahr 2019 hatte die Gruppe 24.454 Mitarbeiter und erwirtschaftete einen Gewinn von 768 Millionen Euro. Der Konzern verwaltet über 223 Milliarden Euro, hat eine Marktkapitalisierung von 5,76 Milliarden Euro und betreibt über 2400 Filialen in Spanien und weltweit.

## Geschichte
Mit dem Hintergrund, die einheimische Industrie finanziell zu unterstützen und wichtige Rohstoffe bereitzustellen, gründeten 127 Geschäftsleute und Händler aus Sabadell am 31. Dezember 1881 die Bank. Ab 1907 konzentrierte sich das Unternehmen nur noch auf das eigentliche Bankgeschäft; alle nicht zum Kernbereich gehörende Geschäftszweige wurden aufgegeben. Eine langsame territoriale Expansion in nahegelegene Städte begann 1965. Im Jahr 1975 wurde die erste Filiale in der spanischen Hauptstadt Madrid eröffnet; drei Jahre später in London.
Sabadell MultiBanca, später unter dem Namen Sabadell Banca Privada bekannt, wurde 1988 gegründet und die Banco Sabadell Group entstand. Mit der Übernahme der NatWest España Group im Jahr 1996 bildete sich die sechstgrößte spanische Bankengruppe; der Name des alten Kreditinstituts wurde aber in Solbank umbenannt. Durch einen Aktientausch mit der portugiesischen Bank Banco Comercial Português wurde die Sparkasse la Caixa im Jahr 2000 größter Anteilseigner. Nach der Eingliederung der Banco Herrero entstand die viertgrößte Bankengruppe im Land.
Ab 2001 gelangten die Aktien der Bank an die Börse. Zwei Jahre später startete man mit einem 100%igen Übernahmeangebot für die Banco Atlántico, die im Jahr darauf abgeschlossen wurde und schließlich zur Bildung von SabadellAtlántico führte. Das Tochterunternehmen Banco Atlántico (Panamá), S.A. wurde anschließend für 96 Millionen Euro an das Finanzinstitut Grupo Financiero Continental, S.A. aus Panama verkauft. 2006 wurde die Banco Urquijo gekauft; es entstand das zweitgrößte private Kreditinstitut in Spanien.
Im Jahr 2009 übernahm die Gruppe die Mellon United National Bank (MUNB), gegründet 1978 und in Florida beheimatet.
Die Banco Sabadell positionierte sich nach der Bankenkrise von 2008 als Aufkäufer von in Probleme geratenen Banken. In Spanien wurden die Banco Guipuzcoano (2010), die Caja Mediterráneo (2011), das katalanische und aragonische Filialnetz der ehemaligen Caixa Penedès (2012), die Banco Gallego und das spanische Unternehmen Lloyds (2013) übernommen.
Ergänzend dazu hat die Bank einen ehrgeizigen Internationalisierungsprozess eingeleitet, der mit dem Kauf der britischen Bank TSB im Jahr 2015 und der Gründung einer Bank in Mexiko im Jahr 2016 Gestalt annahm. Als Konsequenz aus dem Konflikt um das Unabhängigkeitsreferendum Kataloniens entschied die Bank Anfang Oktober 2017, ihren Hauptsitz von Sabadell nach Alicante zu verlegen. Im Dezember 2018 wurde der Verkauf von 80 % der Solvia an Intrum bekannt gegeben. Ende Januar 2025 ist der Rückumzug des Hauptsitzes der Bank in die namensgebende Stadt Sabadell bekannt gegeben worden.
Im März 2024 unterbreitete der Vorstand von Banco Bilbao Vizcaya Argentaria ein feindliches Übernahme-Angebot gegen Banco Sabadell.

## Banken
SabadellHerrero ist der Markenname der Bank in Asturien und León, SabadellGuipuzcoano im Baskenland, Navarra und La Rioja während SabadellGallego in Galicien benutzt wird. Die SabadellSolbank findet man ausschließlich auf den Kanarischen Inseln, den Balearen, in Andalusien sowie an der Ostküste. Die Direktbanktochter nennt sich ActivoBank.
International:
- TSB Bank UK
- BancSabadell Andorra
- Banco Sabadell Mexico